# Mimosa subvestita
Mimosa subvestita är en ärtväxtart som beskrevs av George Bentham. Mimosa subvestita ingår i släktet mimosor, och familjen ärtväxter. Inga underarter finns listade i Catalogue of Life.